# ایولیسیز (نبراسکا)
ایولیسیز(به انگلیسی: Ulysses) شهری در ایالت نبراسکا کشور ایالات متحده آمریکا است که جمعیت آن در سرشماری سال ۲۰۱۰ میلادی، ۱۷۱ نفر بوده‌است.